# Domanda retorica
L'interrogazione retorica o domanda retorica è una figura retorica che consiste nel fare una domanda che non rappresenta una vera richiesta di informazioni, ma implica invece una risposta predeterminata, e in particolare induce a eliminare tutte le affermazioni che contrasterebbero con l'affermazione implicita nella domanda stessa.
È tipica della retorica classica, ereditata dal linguaggio giuridico nella conduzione di interrogatori e processi.

## Esempi
Un esempio è riscontrabile nell'Antico Testamento, Salmi, 18, 32:
Anche Alessandro Manzoni ha usato questa figura retorica nei suoi Inni sacri:
Infine, Umberto Eco, nei suoi 38 consigli di buona scrittura, pone ironicamente una interrogativa retorica: